# Buckshot Roulette
Buckshot Roulette (укр. Дробова рулетка) — комп'ютерна хорор гра з елементами стратегії, яку створив естонський інді-розробник під псевдонімом Майк Клубніка на рушії Godot. Гра являє собою модифіковану версію російської рулетки, де гравці використовують дробовик замість револьвера. Головний противник — моторошна істота на ім'я Круп'є, з якою грає гравець та має перемогти.
Гра вийшла на сайті itch.io 28 грудня 2023 року для користувачів Windows та Linux, а 4 квітня 2024 року отримала офіційний реліз на ігровій платформі Steam.

## Ігровий процес
Перед початком гри гравець перебуває у страхітливій ванній кімнаті, де може обрати один з двох режимів гри: звичайний або «Удвічі більше або нічого». Останній є нескінченним режимом, де після перемоги у трьох раундах гравцю надають змогу обрати: піти з прибутком або залишитися та подвоїти результат. Він був доданий в оновленні 1.1, яке опубліковане розробником 12 січня 2024 року. Для того, аби розблокувати останній, потрібно принаймні один раз перемогти Круп'є у звичайному режимі. Коли гравець входить до ігрової кімнати, до столу з іншого боку підходить круп'є, котрий надає відмову від претензій, яку гравець підписує своїм внутрішньоігровим іменем. Ім'я складається з шести латинських літер, до того ж гра не дозоляє обрати ім'я Dealer (укр. Дилер), уведене у відповідне поле.
Кожна гра складається з трьох раундів. Напочатку кожного раунду керований штучним інтелектом Круп'є заряджає дробовик бойовими (червоними) та холостими (зеленими) набоями 12 калібру у випадковій послідовності, потім кладе цю рушницю на стіл. Перед гравцем постає вибір, у кого стріляти — у себе чи в круп'є. Якщо набій бойовий, гравець або дилер втрачає одну одиницю життя, яка представлена у вигляді зарядів дефібрилятора. Якщо холостий і при цьому гравець стріляв у себе, то він отримує ще один хід. У гравця і Круп'є обмежена кількість одиниць життів (від двох до чотирьох, а в останньому раунді до шести одиниць), і той, хто першим вичерпає всі свої заряди, програє раунд. Якщо всі патрони були вистрілені, однак ніхто не помер, круп'є перезарядить рушницю випадковою кількістю патронів.
З другого раунду роздаються різні предмети, які можуть дати гравцеві або Крупʼє переваги. Серед них є такі, як-от, наприклад:
- Збільшувальне скло, щоб показати поточний набій.
- Пачка цигарок, щоб відновити один життєвий заряд.
- Бляшанка з пивом, аби пересмикнути затвор та викинути поточний набій з дробовика.
- Кайданки, котрі надягаються на руки гравця або противника, що змушує пропустити хід.
- Ножівка, котра перетворює рушницю на обріз, який одним бойовим патроном наносить 2 одиниці шкоди.

Предмети, зазначені нижче, є виключно у версії Steam: 
- Телефон, який повідомляє, чи випадковий набій, за винятком поточного, бойовий чи холостий, і його положення в патроннику (до прикладу, «четвертий снаряд — холостий»).
- Інвертор, який перемикає «полярність» поточного набою (наприклад, поточний бойовий набій стає холостим).
- Ін'єкція адреналіну, яка дозволяє користувачеві викрасти один із предметів супротивника, використавши його негайно. Вона є вичерпною, тому варто скористатися нею якмога швидше.
- Коробка прострочених ліків, яка має шанс 50/50 відновити два життєвих заряди або втратити один.

Останній раунд переходить у режим «раптової смерті», якщо у гравця залишається два або менше зарядів, що змушує його в разі програшу починати гру з самого початку.
У оновленні 1.2.1 доданий режим для дальтоніків, котрий змінює палітру гри на чорно-білу, що дає змогу відповідній групі осіб грати без будь-яких перешкод. 